# 상하천
상하천(上下川)은 신갈천(오산천)의 지류이다. 효자병원앞에서 발원한다. 원래 이름은 수원천이었다. 수원시의 수원천과 혼동되어 상하동의 이름을 따서 개칭되었다.